# Новий Град (громада, Сараєво)
Новий Град (хорв. і босн. Opština Novi Grad, серб. Општина Нови Град) — боснійська громада, розташована в Сараєвському кантоні Федерації Боснії і Герцеговини. Адміністративним центром є місто Сараєво.
| Боснія і Герцеговина | Це незавершена стаття з географії Боснії і Герцеговини. Ви можете допомогти проєкту, виправивши або дописавши її. |